# Бакирово (Лениногорский район)
Баки́рово (тат. Бәкер) — село в Лениногорском районе Республики Татарстан, в составе Староиштерякского сельского поселения.

## Этимология
Топоним произошёл от татарского антропонима «Бәкер» (Бакир).

## География
Село находится на реке Шешма, в 36 км к западу от районного центра — города Лениногорска. Через село проходит автомобильная дорога регионального значения 16К-1093 «Лениногорск — Черемшан».

## История
Окрестности села были обитаемы в эпоху поздней бронзы, о чём свидетельствуют археологические памятники: Бакировское местонахождение и Бакировская курганная группа.
Основано в 1760—1780-х годах выходцами из села Старый Иштеряк. В исторических документах упоминается также как Бакир-Иштеряково.
До 1860-х годов жители относились к сословию государственных крестьян. Кроме традиционных земледелия (в начале XX века земельный надел сельской общины составлял 1507 десятин)  и скотоводства, были распространены пчеловодство, отхожие промыслы.
В «Списке населенных мест по сведениям 1859 года», изданном в 1864 году, населённый пункт упомянут как казённая деревня Бакирова 3-го стана Бугульминского уезда Самарской губернии. Располагалась при реке Шешме, по правую сторону большой дороги из Бугульмы на Сергиевские минеральные воды, в 45 верстах от уездного города Бугульмы и в 30 верстах от становой квартиры в казённой деревне Балахоновке. В деревне в 17 дворах жили 117 человек (61 мужчина и 56 женщин). Были мечеть, ветряная мельница.
До 1920 года село входило в Кузайкинскую волость Бугульминского уезда Самарской губернии. С 1920 года в составе Бугульминского кантона ТАССР. С 10 августа 1930 года – в Шугуровском, с 12 октября 1959 года – в Лениногорском районах.
В 1931 году в селе организован колхоз «Шешма». В 1933 году рядом с селом открыт санаторий «Бакирово». В 2002 году село вошло в состав закрытого акционерного общества «Каркалинское», с 2010 года — общества с ограниченной ответственностью «Агрофирма «Лениногорская». 

## Население
| 1795 | 1859 | 1897 | 1926 | 1938 | 1949 | 1958 | 1970 | 1979 | 1989 | 2002 | 2010 | 2017 | 2023 |
| ---- | ---- | ---- | ---- | ---- | ---- | ---- | ---- | ---- | ---- | ---- | ---- | ---- | ---- |
| 43   | 117  | 689  | 673  | 623  | 619  | 649  | 696  | 605  | 642  | 690  | 619  | 645  | 543  |

Национальный состав
Согласно результатам переписи 2002 года, в национальной структуре населения села татары составляли 97% из 690 человек.

## Экономика
Полеводство, мясо-молочное скотоводство. В селе действует ЛПУП санаторий «Бакирово».

## Инфраструктура
Дом культуры, библиотека.

## Религия
Мечеть (с 1993 года).